# Dexter McDougle
Dexter McDougle (* 8. April 1991 in Woodbridge, Virginia) ist ein ehemaliger US-amerikanischer American-Football- und Canadian-Football-Spieler auf der Position des Cornerbacks.

## NFL
Im NFL Draft 2014 wurde McDougle in der dritten Runde von den New York Jets ausgewählt. Am 10. August 2014 zog sich McDougle während eines Trainings einen Kreuzbandriss zu. Am 21. August 2014 wurde er deshalb von den Jets auf der Injured Reserve List platziert. Im Mai 2015 nahm er wieder das Training bei den Jets auf.
Am 27. August 2017 wechselte er im Tausch gegen den Safety Terrence Brooks zu den Philadelphia Eagles, wo er vor allem in den Special Teams zum Einsatz kam. Mitte November 2017 wurde er allerdings bereits wieder entlassen.
Am 21. November nahmen die New Orleans Saints McDougle unter Vertrag. Dort spielte er 13 Special-Team-Snaps, wo er einen Tackle assistierte, ehe er bereits am 28. November 2017 entlassen wurde.
Am 23. Januar 2018 wurde McDougle von den Jacksonville Jaguars verpflichtet. Am 11. August wurde er entlassen. Am 20. August 2018 verpflichteten ihn daraufhin die Detroit Lions, welche ihn jedoch vor Saisonbeginn wieder entließen. Am 16. Oktober 2018 verpflichteten die Eagles McDougle. Am 5. November 2018 wurde er entlassen.

## AAF
Zur ersten Saison der Alliance of American Football verpflichteten die Arizona Hotshots McDougle. Aus finanziellen Gründen wurde die Liga nach dem achten Spieltag nicht fortgeführt.

## CFL
Im Februar 2020 verpflichteten die Winnipeg Blue Bombers McDougle. Vor der Saison 2021 wurde er suspendiert.